# Vallée d'Austrina
Austrina Vallis
La vallée d'Austrina (désignation internationale : Austrina Vallis) est une vallée située sur Vénus dans le quadrangle de Mahuea Tholus. Elle a été nommée en référence au nom letton de la planète Vénus.